# Bataille d'Anjar
La bataille d'Anjar est livrée dans la plaine de la Békaa au Liban le 1er novembre 1623.
Elle oppose l'armée de l'émir libanais Fakhreddine II Maan dit « le Grand » aux forces coalisées commandées par le wali de Damas, Moustafa Pacha, et qui comprennent des armées ottomanes et damascènes ainsi que des contingents de soldats libanais sous les ordres des seigneurs féodaux Harfouche et Sayfa, hostiles aux Maan. Quoique son armée (environ 4 000 hommes) soit numériquement très inférieure à celle de ses adversaires (près de 12 000 hommes), Fakhreddine remporte une victoire décisive et capture Moustafa Pacha.

## Sources
- Histoire du Liban, ouvrage collectif sous la direction de Boutros Dib, éditions Phiippe Rey, Paris, 2006 (ISBN 2-84876-073-7).
- Jeanne Arcache, L'émir à la croix, Fakhreddine II Ma'an, librairie Plon, Paris, 1938.